# Expedito Rafael
Expedito Rafael Góes de Siqueira, ou apenas Expedito Rafael, (Rio de Janeiro, 6 de outubro de 1946) é um engenheiro agrônomo e político brasileiro, outrora deputado federal por Rondônia.

## Dados biográficos
Filho de José Lins de Siqueira e Maria Analvara Góis de Siqueira. Formou-se engenheiro agrônomo pela Universidade Federal Rural do Rio de Janeiro em 1973, quando foi trabalhar na Empresa de Assistência Técnica e Extensão Rural (EMATER) em Bom Jesus de Goiás e Jataí. Quatro anos depois estava em Rondônia, trabalhando no Projeto Integrado de Colonização do Instituto Nacional de Colonização e Reforma Agrária (INCRA) em Cacoal e Ouro Preto do Oeste, com passagem por Porto Velho antes de regressar a Ouro Preto do Oeste, onde elegeu-se prefeito pelo PDS em 1982, migrando para o PMDB durante o mandato.
De volta ao PDS, elegeu-se suplente de deputado federal em 1990, com breve passagem pelo PPR antes de ingressar no PMN, onde estava ao ser efetivado deputado federal com a cassação de Raquel Cândido em abril de 1994, não disputando a reeleição.